# Philemon Angula
Philemon Cascas Angula (ur. 20 sierpnia 1974) – namibijski piłkarz grający na pozycji napastnika.

## Kariera klubowa
W swojej karierze piłkarskiej Angula grał w klubach Oshakati City i Civics FC. Z Civics wywalczył dwa mistrzostwa Namibii w sezonach 2004/2005 i 2005/2006.

## Kariera reprezentacyjna
W reprezentacji Namibii Angula zadebiutował w 1998 roku. W tym samym roku został powołany do kadry na Puchar Narodów Afryki 1998. Na nim był rezerwowym i nie rozegrał żadnego spotkania. W kadrze narodowej grał do 2002 roku. Rozegrał w niej 9 meczów i strzelił 2 gole.